# Ciudad Rodrigo (stacja kolejowa)
Ciudad Rodrigo (hiszp. Estación de Ciudad Rodrigo) – stacja kolejowa w miejscowości Ciudad Rodrigo, w prowincji Salamanka, we wspólnocie autonomicznej Kastylia i León, w Hiszpanii.
Jest obsługiwana przez pociągi dalekobieżne Trenhotel przewoźnika Renfe.

## Położenie stacji
Znajduje się na linii kolejowej Medina del Campo – Vilar Formoso w km 92, w pobliżu granicy z Portugalią.

## Historia
Stacja została otwarta dla ruchu w dniu 25 maja 1886 z otwarciem odcinka linii Vilar Formoso-Salamanka, co przyczyniło się do połączenia Salamanki z Portugalią. Budowa linii została przeprowadzona przez Compañía del Ferrocarril de Salamanca a la frontera de Portugal. Firma została założona w celu przedłużenia linii kolejowej z Salamanki łącząc ją z portugalską linią do Barca d’Alva na północy i do Vilar Formoso na południu. W 1927 roku spółka Norte wchłonęła spółkę zarządzającą linią, ale istniała on zaledwie kilka miesięcy od 1928 roku, kiedy stała się zależna od Compañía Nacional de los Ferrocarriles del Oeste de España. Sytuacja ta trwała do 1941 roku kiedy utworzono RENFE.
Od 31 grudnia 2004 infrastrukturą kolejową zarządza Adif.

## Linie kolejowe
- Medina del Campo – Vilar Formoso